# Awigdor Jicchaki
Awigdor Jicchaki (ur. 13 września 1949 w Tel Awiwie, zm. 5 kwietnia 2025 tamże) – izraelski polityk, były deputowany do Knesetu z listy partii Kadima.
Urodził się w Tel Awiwie. Ukończył księgowość na Uniwersytecie Telawiwskim. Służbę w wojsku zakończył na stopniu pułkownika. Po raz pierwszy wszedł do Knesetu w 2006 roku z ramienia partii utworzonej przez Ariela Szarona, Kadimy. Zrezygnował jednak z mandatu parlamentarnego 7 lutego 2008 ze względu na treść raportu przygotowanego przez komisji Winograda. W parlamencie zastąpił go Szelomo Mola.